# Karam (Gobo)
 (janvier 2018).
Si vous disposez d'ouvrages ou d'articles de référence ou si vous connaissez des sites web de qualité traitant du thème abordé ici, merci de compléter l'article en donnant les références utiles à sa vérifiabilité et en les liant à la section « Notes et références ».
Pour les articles homonymes, voir Karam.
Karam est un village de la région de l'Extrême Nord Cameroun, département du Mayo-Danay et arrondissement de Gobo. 
Ce village est limité au nord par le village de Naykissia, à l’Est par le fleuve Logone, au Sud par Bayga et à l’Ouest par le fleuve Logone.

## Démographie
Karam a une population estimée à 2 023 habitants dont 932 hommes (46 %) et 1 091 femmes (54 %) lors du dernier recensement de 2005. La population de Dongo représente 3,8 % de la population de la commune Gobo.